# Hands (canción de The Ting Tings)
«Hands» es una canción interpretada por el dúo británico The Ting Tings, escrita por sus dos integrantes (Katie White y Jules De Martino) y mezclada por su compañero de sello Calvin Harris. El single se estrenó en la radio el 18 de agosto de 2010, en el programa de Huw Stephens en BBC Radio 1. El 11 de octubre de ese mismo año también se publicó una remezcla gratuita en descarga digital en la página de Facebook del grupo. La canción debutó en el número 29 de la lista de singles del Reino Unido.

## Composición
Las especulaciones sobre el segundo álbum de estudio de la banda comenzaron en octubre de 2009, cuando se hicieron públicos los detalles de que el dúo estaba escribiendo su próximo disco en París, pero luego se trasladó a un antiguo club de jazz alemán para grabarlo. La razón era que la banda quería un lugar nuevo para probar qué sonaba bien y qué no: «Hicimos el primer álbum organizando fiestas en casa. Los probábamos con nuestros amigos borrachos y si bailaban decíamos '¡Genial, sigamos!'. Vamos a hacer lo mismo en Berlín -por eso tenemos el club de jazz- para poder poner una gran bolsa de plástico sobre el estudio para que no se manche de cerveza y experimentar con algunos berlineses locos».
En enero de 2010 se desvelaron los títulos de dos temas del álbum: Help y Hands.
En julio de 2010, las noticias sobre el próximo álbum y el single del dúo se difundieron en varios blogs después de que su página web personal publicara un anuncio sobre la renovación de su sitio web para adaptarlo a su nuevo single, y también hubo noticias sobre el álbum, del que se dijo que estaba casi terminado.
Al mes siguiente, agosto de 2010, la canción se envió oficialmente a la radio británica, y también se pudo escuchar en streaming a través de la página de Facebook de The Ting Tings.
El vídeo oficial se estrenó el 5 de septiembre de 2010.
La canción aparece en la banda sonora del juego de EA Sports, FIFA 12.
Como resultado del desguace del segundo álbum de estudio inicial, la canción aparece como bonus track en la edición de lujo de Sounds from Nowheresville (2012).

## Videoclip
El vídeo musical de Hands apareció por primera vez en Internet el 5 de septiembre de 2010. El vídeo fue dirigido por Warren Fu. Tanto White como De Martino aparecen en el vídeo, con White tocando el teclado y cantando la voz, mientras que De Martino toca la batería. El vídeo se intercala con una historia sobre dos personas que trabajan en una fábrica y que básicamente «trabajan demasiado» hasta el final, cuando su amo, que es un robot CGI, es atravesado por el micrófono de Katie. La canción termina con un clip final de ambos trabajadores saliendo de la fábrica y mirando hacia una playa en un planeta de fantasía.
Hay otro vídeo musical para la versión acústica completa de la canción que puede verse en YouTube y en su cuenta oficial de Facebook.

## Posición en listas
| Listas (2010)                     | Posición más alta |
| --------------------------------- | ----------------- |
| Australia (ARIA Charts)           | 57                |
| Bélgica (Ultratop – Flandes)      | 26                |
| Bélgica (Ultratop – Valonia)      | 31                |
| Dinamarca (Tracklisten)           | 40                |
| Escocia (Official Charts)         | 25                |
| Estados Unidos (Dance Club Songs) | 1                 |
| Reino Unido (UK Singles)          | 29                |
| Suiza (Schweizer Hitparade)       | 70                |